# Риглевски, Удо
Удо Риглевски (нем. Udo Riglewski; род. 28 июля 1966, Лауффен-ам-Неккар) — немецкий профессиональный теннисист и теннисный тренер, бывшая шестая ракетка мира в парном разряде. Победитель 10 турниров Гран-при и ATP в парном разряде.

## Биография
В детстве Удо Риглевски тренировался на протяжении трёх лет у Бориса Бресквара, другим учеником которого в это время был Борис Беккер; позже Риглевски рассказывал, что на юношеском уровне регулярно обыгрывал Беккера. В 1985 году он занимал 12-е место в рейтинге теннисистов ФРГ. В следующем году Риглевски завоевал два титула в парном разряде на турнирах класса ATP Challenger, а в 1987 году они с Вольфгангом Поппом выиграли турнир основного тура Гран-при во Флоренции.
За 1988 год Риглевски проделал в рейтинге ATP путь от 338-го до 93-го места, впервые в карьеру войдя в сотню сильнейших теннисистов мира в одиночном разряде. В следующие два года, однако, его основные успехи пришлись на выступления в парах: за 1988 год немец выиграл три парных турнира Гран-при, а на следующий год, когда на смену туру Гран-при пришёл АТР-тур, девять раз играл в финалах входящих в него турниров, завоевав четыре титула с тремя разными партнёрами. Сыграв за февраль 1991 года ещё два финала в паре со Штихом и завоевав свой десятый титул в парном разряде, Риглевски в марте поднялся в рейтинге АТР среди игроков в парах до шестого места. Хотя в состав сборной Германии в Кубке Дэвиса он приглашён не был, Риглевски в 1991 году представлял свою страну на командном Кубке мира в Дюссельдорфе.
После этого игровые успехи Риглевски пошли на спад. Он продолжал выступать до конца 1995 года, свой последний финал в АТР-туре сыграв в марте 1994 года и постепенно всё чаще появляясь в «челленджерах» вместо турниров основного тура. После окончания карьеры он работал в компании BBM (Boris Becker Marketing), основанной его бывшим товарищем по тренировкам, а в дальнейшем возглавлял теннисные школы на юге Германии.
С первой женой Сабиной, от которой у него были дети, Риглевски расстался. С осени 2015 года он состоял в отношениях с Катей Судинг — политиком от Свободной демократической партии, с которой познакомился в Гамбурге.

## Положение в рейтинге в конце года
| Год              | 1985 | 1986 | 1987 | 1988 | 1989 | 1990 | 1991 | 1992 | 1993 | 1994 | 1995 |
| ---------------- | ---- | ---- | ---- | ---- | ---- | ---- | ---- | ---- | ---- | ---- | ---- |
| Одиночный разряд | 204  | 371  | 338  | 93   | 142  | 88   | 170  | 369  | 578  | 1153 | 1275 |
| Парный разряд    | 213  | 224  | 121  | 91   | 85   | 19   | 29   | 84   | 65   | 58   | 246  |

## Финалы турниров Гран-при и АТР за карьеру

### Парный разряд (10-10)
| Легенда                                    |
| ------------------------------------------ |
| Большой шлем (0)                           |
| ATP Championship Series, Single Week (0-1) |
| ATP Championship Series (1-1)              |
| ATP World (4-8)                            |
| Гран-при (5-0)                             |

| Результат |     | Дата            | Турнир                               | Покрытие | Партнёр           | Соперники в финале                  | Счёт в финале |
| --------- | --- | --------------- | ------------------------------------ | -------- | ----------------- | ----------------------------------- | ------------- |
| Победа    | 1.  | 24 мая 1987     | Флоренция, Италия                    | Грунт    | Вольфганг Попп    | Паоло Кане Джанни Оклеппо           | 6-4, 6-3      |
| Победа    | 2.  | 17 июля 1988    | Открытый чемпионат Швеции, Бостад    | Грунт    | Патрик Баур       | Никлас Крон Стефан Эдберг           | 6-7, 6-3, 7-6 |
| Победа    | 3.  | 5 марта 1989    | Нанси, Франция                       | Хард(i)  | Тобиас Свантессон | Жуан Кунья-и-Силва Эдуардо Массо    | 6-4, 6-7, 7-6 |
| Победа    | 4.  | 23 апреля 1989  | Ницца, Франция                       | Грунт    | Рикки Остерхун    | Хайнц Гюнтхардт Балаж Тароци        | 7-6, 6-7, 6-1 |
| Победа    | 5.  | 8 октября 1989  | Базель, Швейцария                    | Хард(i)  | Михаэль Штих      | Омар Кампорезе Клаудио Медзадри     | 6-3, 4-6, 6-0 |
| Поражение | 1.  | 11 февраля 1990 | Милан, Италия                        | Ковёр(i) | Том Нейссен       | Омар Кампорезе Диего Наргисо        | 4-6, 4-6      |
| Поражение | 2.  | 4 марта 1990    | Мемфис, США                          | Хард(i)  | Михаэль Штих      | Марк Кратцман Даррен Кэхилл         | 5-7, 2-6      |
| Победа    | 6.  | 6 мая 1990      | Мюнхен, ФРГ                          | Грунт    | Михаэль Штих      | Петр Корда Томаш Шмид               | 6-1, 6-4      |
| Поражение | 3.  | 13 мая 1990     | Открытый чемпионат Германии, Гамбург | Грунт    | Михаэль Штих      | Серхи Бругера Джим Курье            | 6-7, 2-6      |
| Победа    | 7.  | 27 мая 1990     | Болонья, Италия                      | Грунт    | Густаво Луса      | Жером Потье Джим Пью                | 7-6, 4-6, 6-1 |
| Победа    | 8.  | 24 июня 1990    | Генуя, Италия                        | Грунт    | Томас Карбонель   | Кристиано Каратти Федерико Мордеган | 7-6, 7-6      |
| Поражение | 4.  | 15 июля 1990    | Открытый чемпионат Швеции            | Грунт    | Ян Гуннарссон     | Рикард Берг Ронни Ботман            | 1-6, 4-6      |
| Поражение | 5.  | 26 августа 1990 | Лонг-Айленд, США                     | Хард     | Михаэль Штих      | Ги Форже Якоб Хласек                | 6-2, 3-6, 4-6 |
| Победа    | 9.  | 21 октября 1990 | Вена, Австрия                        | Ковёр(i) | Михаэль Штих      | Хорхе Лосано Тодд Уитскен           | 6-4, 6-4      |
| Поражение | 6.  | 17 февраля 1991 | Филадельфия, США                     | Ковёр(i) | Михаэль Штих      | Рик Лич Джим Пью                    | 4-6, 4-6      |
| Победа    | 10. | 24 февраля 1991 | Мемфис                               | Хард(i)  | Михаэль Штих      | Лори Уордер Джон Фицджеральд        | 7-5, 6-3      |
| Поражение | 7.  | 25 октября 1992 | Вена                                 | Ковёр(i) | Кент Киннэр       | Ронни Ботман Андерс Яррид           | 3-6, 5-7      |
| Поражение | 8.  | 4 апреля 1993   | Оэйраш, Португалия                   | Грунт    | Менно Остинг      | Дэвид Адамс Андрей Ольховский       | 3-6, 5-7      |
| Поражение | 9.  | 10 октября 1993 | Тулуза, Франция                      | Хард(i)  | Давид Приносил    | Байрон Блэк Джонатан Старк          | 5-7, 6-7      |
| Поражение | 10. | 6 марта 1994    | Копенгаген, Дания                    | Ковёр(i) | Давид Приносил    | Мартин Дамм Бретт Стивен            | 3-6, 4-6      |